# Питома в'язкість
Пито́ма в'я́зкість (рос. удельная вязкость, англ. specific viscosity) — величина (η s), що визначається як відношення різниці між динамічною в'язкістю розчину η і динамічною в'язкістю чистого розчинника η0 до динамічної в'язкості чистого розчинника:
ηs= (η – η0)/η0 = ηr – 1
де ηr — відносна в'язкість розчину.
Питома в'язкість є застарілим терміном. Використання такого терміна в цьому випадку IUPAC не рекомендує, бо величина не відповідає означенню питома.